# Hikari, Yamaguchi
Hikari (光市 Quang thị) là một thành phố thuộc tỉnh Yamaguchi, Nhật Bản.